# Alsóberecki
Alsóberecki je vas na Madžarskem, ki upravno spada pod podregijo Bodrogközi Županije Borsod-Abaúj-Zemplén.